# شهرستان نووسرگیفسکی
شهرستان نووسرگیفسکی (به لاتین: Novosergiyevsky District) یک شهرستان در روسیه است که در استان اورنبورگ واقع شده‌است.